# Kanton Orsay
Canton d'Orsay je francouzský kanton v departementu Essonne v regionu Île-de-France. Vznikl 20. července 1967. Obec Gif-sur-Yvette byla vyčleněna v roce 1975.

## Složení kantonu
| Obec             | Počet obyvatel (2007) | PSČ   | INSEE       |
| ---------------- | --------------------- | ----- | ----------- |
| Bures-sur-Yvette | 9 773                 | 91440 | 91 3 21 122 |
| Orsay            | 16 411                | 91400 | 91 3 21 471 |